# Ambush (ER)
Ambush is de eerste aflevering van het vierde seizoen van de televisieserie ER, die voor het eerst werd uitgezonden op 25 september 1997.

## Verhaal
PBS komt met een heel team een documentaire maken op de SEH. Dit houdt in dat er op de hele afdeling camera’s hangen, dit tot irritatie van het personeel.
SEH maakt kennis met een nieuwe chirurg, dr. Elizabeth Corday. Zij komt uit Engeland en moet nog wennen aan de werkwijze in Amerika. 
Dr. Carter begint met een nieuwe opleiding, nu op de SEH als trauma-arts.
Dr. Morgenstern krijgt onder werktijd last van hartkloppingen, na onderzoek blijkt dat hij een hartinfarct heeft.
Dr. Greene heeft nog steeds emotioneel moeilijk met de aanval op hem (zie: Random Acts). 

## Rolverdeling

### Hoofdrol
- Anthony Edwards - Dr. Mark Greene
- George Clooney - Dr. Doug Ross
- Noah Wyle - Dr. John Carter
- Eriq La Salle - Dr. Peter Benton
- Laura Innes - Dr. Kerry Weaver
- Alex Kingston - Dr. Elizabeth Corday
- William H. Macy - Dr. David Morgenstern
- Maria Bello - Dr. Anna Del Amico
- Gloria Reuben - Jeanie Boulet
- Julianna Margulies - verpleegster Carol Hathaway
- Ellen Crawford - verpleegster Lydia Wright
- Laura Cerón - verpleegster Chuny Marquez
- Conni Marie Brazelton - verpleegster Connie Oligario
- Deezer D - verpleger Malik McGrath
- Lily Mariye - verpleegster Lily Jarvik
- Emily Wagner - ambulancemedewerker Doris Pickman
- Montae Russell - ambulancemedewerker Dwight Zadro
- Lyn Alicia Henderson - ambulancemedewerker Pamela Olbes
- J.P. Hubbell - ambulancemedewerker Lars Audia
- Abraham Benrubi - Jerry Markovic
- Kristin Minter - Randi Fronczak

### Gastrol
- Tracy Vilar - Doris
- Lisa Edelstein - Aggie Orton
- Brent Jennings - Nat
- Peter Birkenhead - vader van slachtoffer
- Jessie Nelson - moeder van slachtoffer
- Darnell Williams - Theo Williams
- Nicki Micheaux - Mrs. Williams
- Justina Machado - Ms. Cruz
- Nick Offerman - Rog
- Summer Phoenix - Petra
- Sherman Howard - Mr. Schoenberger
- Silas Weir Mitchell - Luis
- François Chau - neurochirurg

en vele andere